# Hunter Henry
Hunter Henry (Little Rock, 14 luglio 1992) è un giocatore di football americano statunitense che milita nel ruolo di tight end per i New England Patriots della National Football League (NFL).

## Carriera

### San Diego/Los Angeles Chargers
Al college, Henry giocò a football coi Arkansas Razorbacks vincendo nel 2015 il John Mackey Award come miglior tight end a livello universitario e venendo premiato unanimemente come All-American. Fu scelto nel corso del secondo giro (35º assoluto) nel Draft NFL 2016 dai San Diego Chargers. Debuttò come professionista subentrando nella gara del primo turno contro i Kansas City Chiefs in cui ricevette un passaggio da 20 yard dal quarterback Philip Rivers. A fine stagione fu inserito nella formazione ideale dei rookie dalla Pro Football Writers of America dopo avere messo a segno 36 ricezioni per 478 yard e 8 touchdown in 15 presenze, 10 delle quali come titolare.
Il 16 marzo 2020, i Chargers applicarono la franchise tag su Henry.

### New England Patriots
Il 16 marzo 2021 Henry firmò con i New England Patriots.
L'8 marzo 2024 Henry firmò un nuovo contratto triennale con i Patriots del valore di 27 milioni di dollari.

## Palmarès
- PFWA All-Rookie Team - 2016